# Pribislao I
Pribislao I (1214 – 6 luglio 1273) è stato un principe del Meclemburgo signore di Parchim-Richenberg.

## Biografia
Pribislao I era il figlio più giovane di Enrico Borwin II di Meclemburgo. Egli nacque nel 1214 in una data compresa fra il 15 febbraio e il 3 giugno. Alla morte del padre lui e i suoi fratelli gestirono congiuntamente il Meclemburgo per un primo periodo di tempo poi, intorno al 1230, procedettero alla spartizione del territorio. Da questa operazione, nota come prima partizione del Meclemburgo, Pribislao I ricevette la Signoria di Parchim-Richenberg.
Al momento della partizione Pribislao era ancora molto giovane, pertanto la signoria fu gestita fino al 1238 da suo fratello maggiore Giovanni I di Meclemburgo.
Raggiunta la maggiore età Pribislao iniziò a governare il territorio da solo. Nel 1247 ebbe una disputa territoriale con il conte di Schwerin che venne risolta con la cessione da parte sua dei territori di Brenz.
Intorno al 1250 Pribislao ebbe una disputa con il vescovo di Schwerin Rudolf. La disputa riguardava il pagamento delle decime, ma poi sopraggiunse una questione territoriale in quanto, nel 1252, il vescovo iniziò la costruzione di un castello nei pressi di Bützow, proprio sul confine con la Signoria di Parchim-Richenberg. Pribislao vide questa operazione come una minaccia nei suoi confronti e attaccò il castello incendiandolo e prendendo prigioniero il vescovo che fu poi rinchiuso nel castello di Richenberg. Il vescovo successivamente fu rilasciato dietro il pagamento di un modesto riscatto e della promessa che non avrebbe proseguito la costruzione. Ma Rudolf non dimenticò l'insulto subito e cercò il modo di vendicarsi, trovandolo poco dopo. Infatti il vescovo attraverso le sue lamentele, portate sia all'imperatore che al papa, ottenne che Pribislao fosse dichiarato fuorilegge da un bando imperiale e scomunicato dal Papa.
A seguito di tali eventi Pribislao fu deposto nel 1255 ed i territori della signoria furono suddivisi fra la contea di Schwerin, il Meclemburgo e la signoria di Werle. Pribislao fu esiliato in Pomerania e ricevette come compenso la signoria di Belgard.
Nel 1262, quando morì il vescovo Rudolf, Pribislao sperò di essere riabilitato nel suo titolo, ma questo non avvenne. Egli si ritirò pertanto a Belgard dove morì nel 1273.
Pribislao si sposò due volte: una prima volta il 3 settembre 1261 con la figlia di un nobile di nome Richard di Frysach,da cui ebbe un figlio Pribislao II (†1316), signore di Belgard, e una figlia di cui non si conosce il nome. La seconda volta con la figlia di Barnim I, duca di Pomerania, da cui ebbe un figlio chiamato Pribislao III, signore di Wollin (†1289).

## Ascendenza
|                                 |                     |                            | Genitori                |  |  | Nonni |  |  | Bisnonni                  |  |  | Trisnonni |  |
|                                 |                     |                            |                         |  |  |       |  |  | Pribislavo di Meclemburgo |  |  | Niklot    |  |
|                                 |                     |                            |                         |  |  |       |  |  | Pribislavo di Meclemburgo |  |  | Niklot    |  |
|                                 |                     | …                          |                         |  |  |       |  |  | Pribislavo di Meclemburgo |  |  |           |  |
| Enrico Borwin I di Meclemburgo  |                     |                            |                         |  |  |       |  |  | Pribislavo di Meclemburgo |  |  |           |  |
|                                 |                     | …                          | …                       |  |  |       |  |  |                           |  |  |           |  |
|                                 |                     | …                          | …                       |  |  |       |  |  |                           |  |  |           |  |
|                                 |                     | …                          | …                       |  |  |       |  |  |                           |  |  |           |  |
| Enrico Borwin II di Meclemburgo |                     | …                          |                         |  |  |       |  |  |                           |  |  |           |  |
|                                 |                     | …                          | …                       |  |  |       |  |  |                           |  |  |           |  |
|                                 |                     | …                          | …                       |  |  |       |  |  |                           |  |  |           |  |
|                                 |                     | …                          | …                       |  |  |       |  |  |                           |  |  |           |  |
| …                               |                     | …                          |                         |  |  |       |  |  |                           |  |  |           |  |
|                                 |                     | …                          | …                       |  |  |       |  |  |                           |  |  |           |  |
|                                 |                     | …                          | …                       |  |  |       |  |  |                           |  |  |           |  |
|                                 |                     | …                          | …                       |  |  |       |  |  |                           |  |  |           |  |
| Pribislao I di Meclemburgo      |                     | …                          |                         |  |  |       |  |  |                           |  |  |           |  |
|                                 | Carlo VII di Svezia | Sverker I di Svezia        |                         |  |  |       |  |  |                           |  |  |           |  |
|                                 | Carlo VII di Svezia | Sverker I di Svezia        |                         |  |  |       |  |  |                           |  |  |           |  |
|                                 | Carlo VII di Svezia | Ulvhild Håkonsdotter       |                         |  |  |       |  |  |                           |  |  |           |  |
| Sverker II di Svezia            | Carlo VII di Svezia |                            |                         |  |  |       |  |  |                           |  |  |           |  |
|                                 |                     | Kristina Stigsdotter Hvide | Stig Tokesen            |  |  |       |  |  |                           |  |  |           |  |
|                                 |                     | Kristina Stigsdotter Hvide | Stig Tokesen            |  |  |       |  |  |                           |  |  |           |  |
|                                 |                     | Kristina Stigsdotter Hvide | Margherita di Danimarca |  |  |       |  |  |                           |  |  |           |  |
| Kristina di Svezia              |                     | Kristina Stigsdotter Hvide |                         |  |  |       |  |  |                           |  |  |           |  |
|                                 |                     | …                          | …                       |  |  |       |  |  |                           |  |  |           |  |
|                                 |                     | …                          | …                       |  |  |       |  |  |                           |  |  |           |  |
|                                 |                     | …                          | …                       |  |  |       |  |  |                           |  |  |           |  |
| …                               |                     | …                          |                         |  |  |       |  |  |                           |  |  |           |  |
|                                 |                     | …                          | …                       |  |  |       |  |  |                           |  |  |           |  |
|                                 |                     | …                          | …                       |  |  |       |  |  |                           |  |  |           |  |
|                                 |                     | …                          | …                       |  |  |       |  |  |                           |  |  |           |  |
|                                 |                     | …                          |                         |  |  |       |  |  |                           |  |  |           |  |